# Tarsolepis japonica
Tarsolepis japonica är en fjärilsart som beskrevs av Alfred Ernest Wileman och South 1917. Tarsolepis japonica ingår i släktet Tarsolepis och familjen tandspinnare. Inga underarter finns listade i Catalogue of Life.

## Bildgalleri

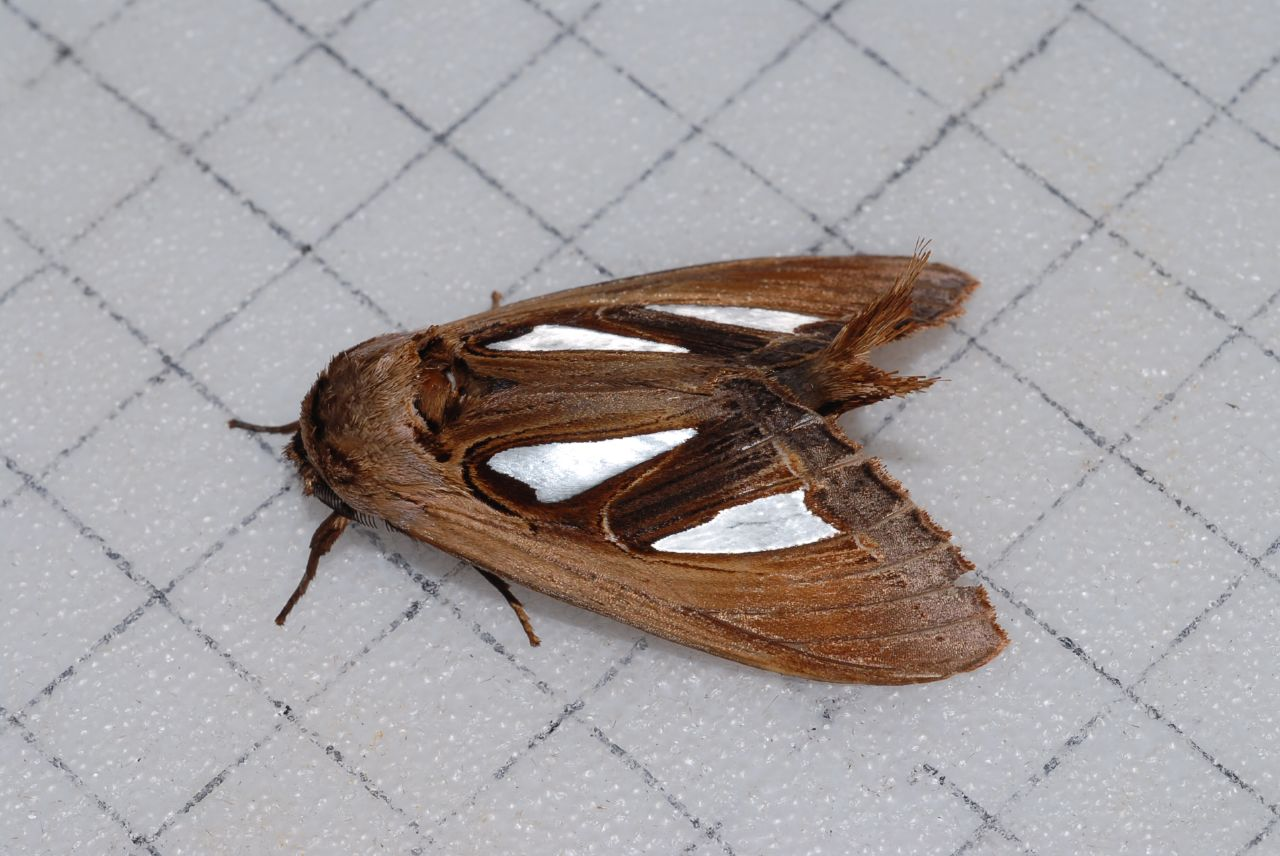
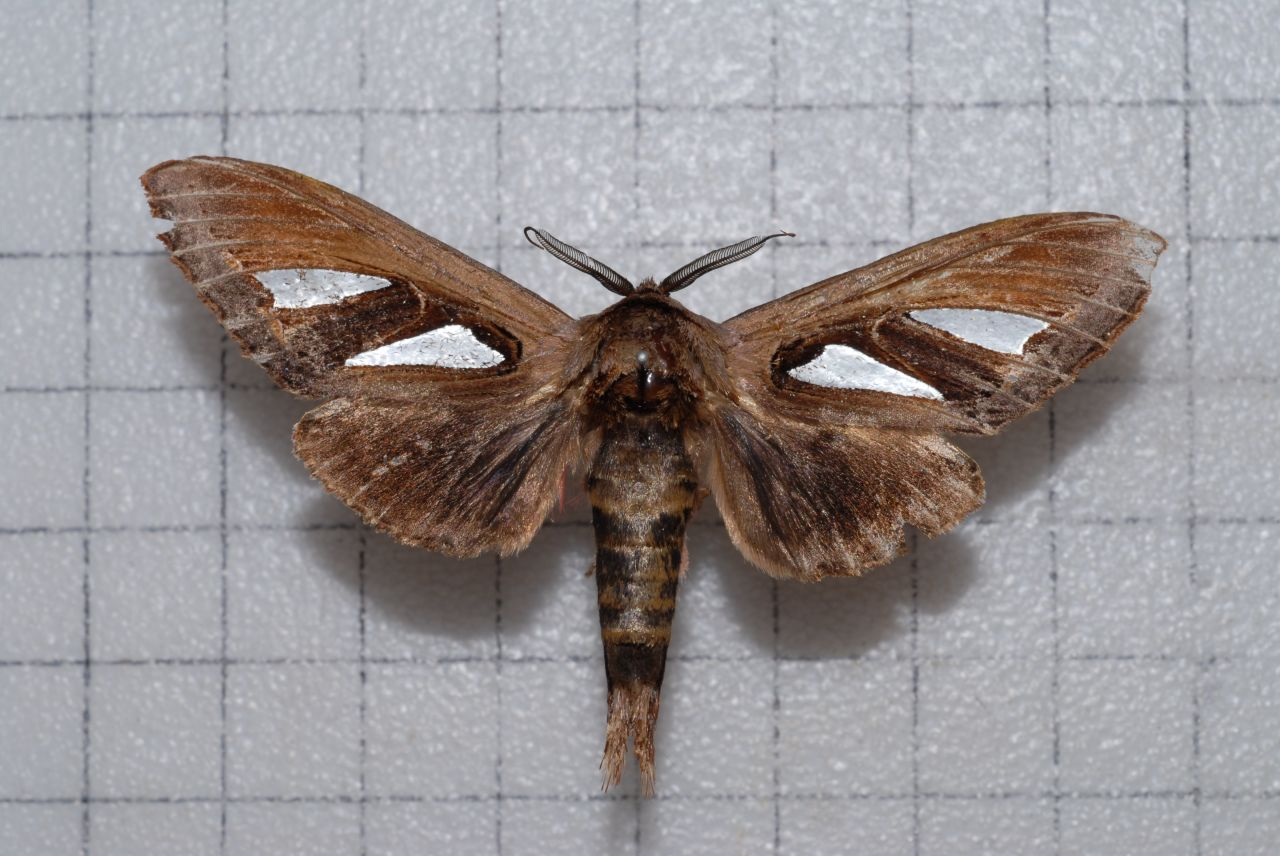
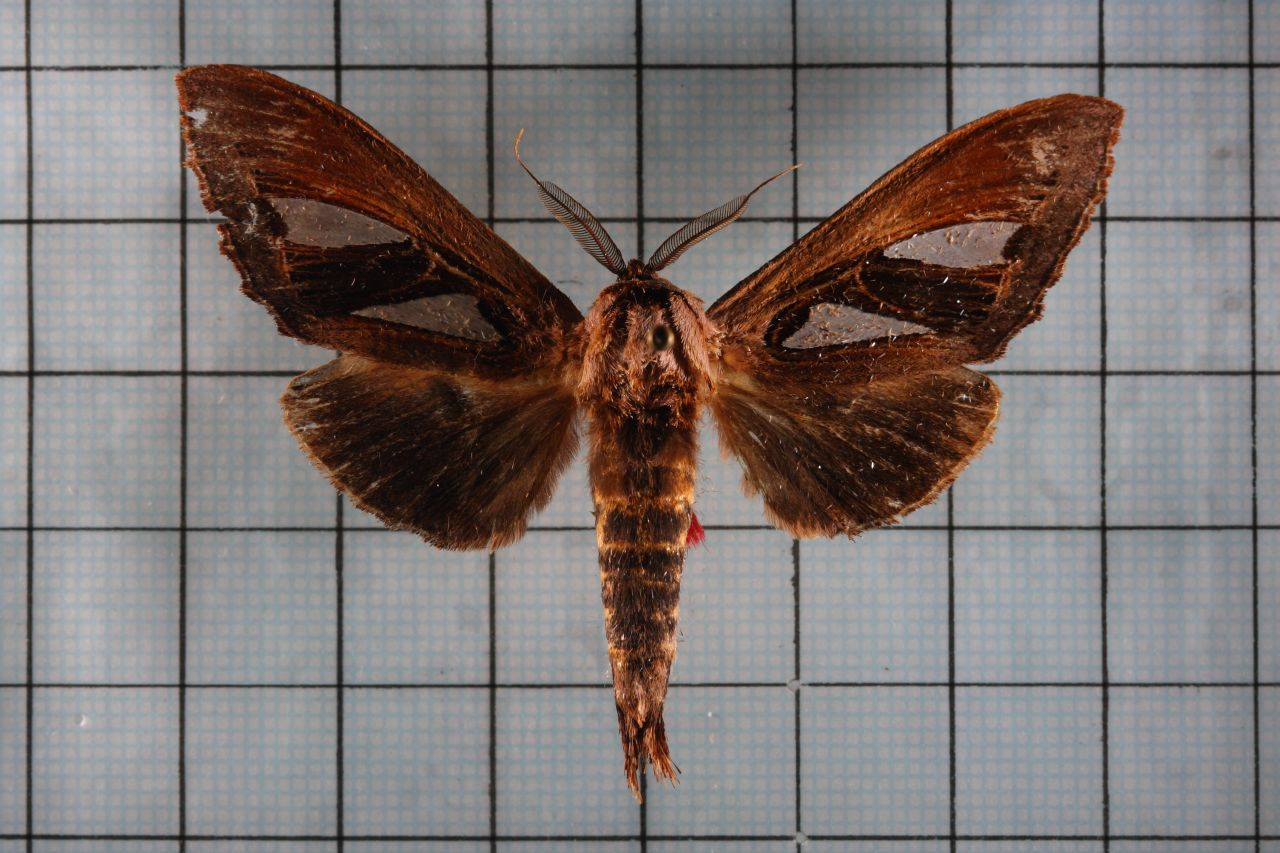
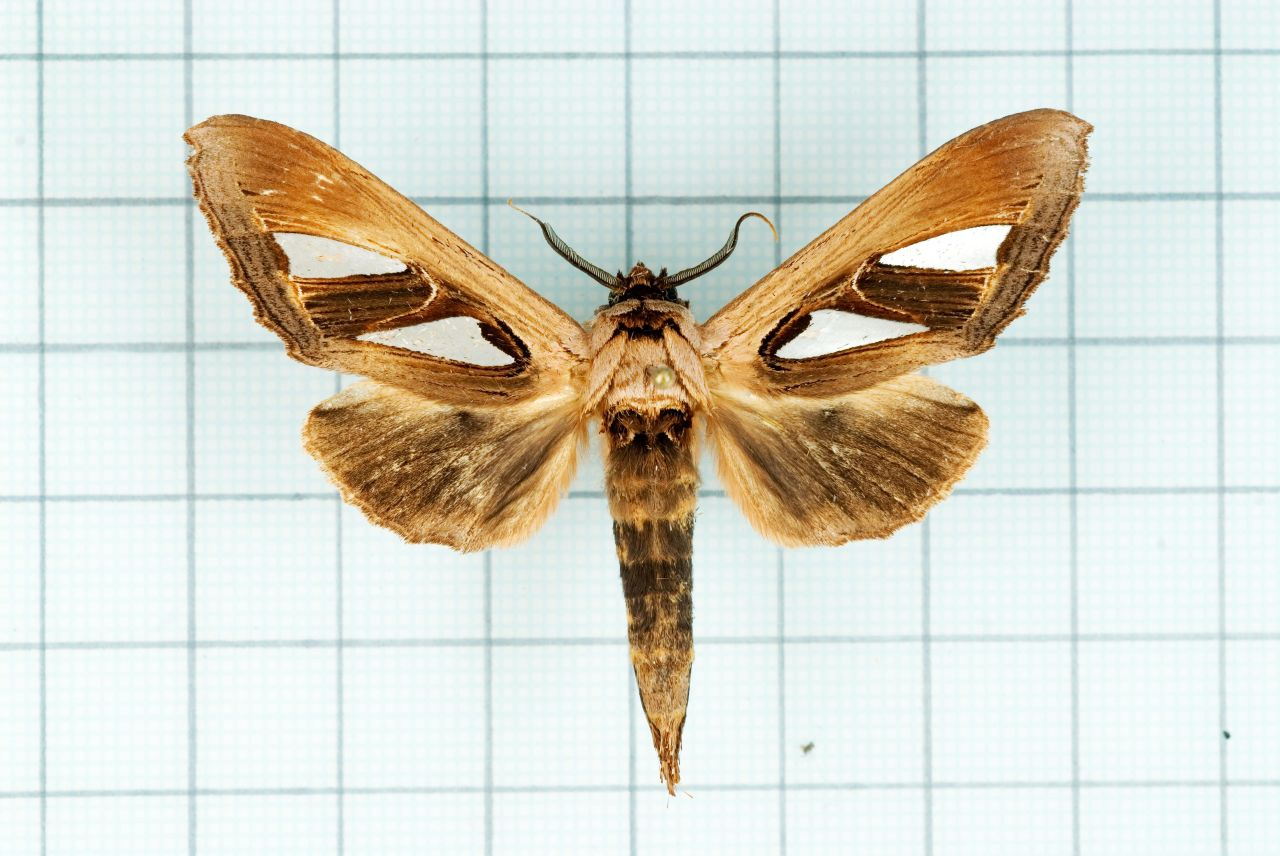